# Hans Biallas (Fußballspieler)
Hans Biallas (* 14. Oktober 1918 in Hüttenheim; † 20. August 2009 in Duisburg) war ein deutscher Fußballspieler. In den Jahren 1938 und 1939 hat der zumeist am rechten Flügel stürmende Angreifer mit der deutschen Fußballnationalmannschaft drei Länderspiele absolviert und ein Tor erzielt.

## Laufbahn
Biallas spielte für den TuS Duisburg 48/99 in der Gauliga Niederrhein an der Seite von Mitspielern wie Willy Busch, Walter Günther, Friedel Holz, Willi Abromeit und Toni Turek (ab 1940). Dort wurde Reichstrainer Sepp Herberger auf ihn aufmerksam und lud den erst 19-jährigen Angestellten am 25. September 1938 zu seinem ersten Länderspiel gegen Rumänien nach Bukarest ein. Der Rechtsaußen überzeugte an der Seite des Halbrechten Wilhelm Hahnemann beim 4:1-Sieg und wurde am 26. Februar 1939 gegen Jugoslawien erneut nominiert. In der 71. Minute gelang ihm der 3:2-Siegtreffer. Sein letztes Länderspiel – Ernst Lehner war der Stammspieler auf Rechtsaußen – bestritt er im Juni 1939 beim 2:0-Erfolg gegen Dänemark. Gemeinsam mit Hahnemann, Edmund Conen, Jupp Gauchel und Willi Arlt bildete er im WM-System den deutschen Angriff. Bis 1941 absolvierte er aber noch diverse DFB-Lehrgänge.
In der Endrunde um die deutsche Fußballmeisterschaft 1940/41 absolvierte Biallas für SC Preußen Danzig gegen den LSV Stettin und Vorwärts-Rasensport Gleiwitz drei Spiele. In seiner Zeit in Danzig war er auch im Reichsbundpokal für Danzig/Westpreußen im Einsatz gewesen und hatte auch mit Preußen Danzig im Tschammerpokal am 11. August 1940 gegen den VfB Königsberg (2:3 n. V.) mitgewirkt.
Nach Kriegsende spielte er wiederum für Duisburg 48/99 und nahm am ersten Regionalvergleich zwischen Süddeutschland und Westdeutschland am 24. März 1946 in Stuttgart teil. Er bildete bei der 0:3-Niederlage von Westdeutschland mit Fritz Szepan den rechten Flügel. Seine Karriere beendete er in der Kreisklasse beim VfL Hüttenheim, später in VfL Duisburg-Süd umbenannt.